# Philippe Vachey
Pour les articles homonymes, voir Vachey.
Philippe Vachey, né le 7 janvier 1964 à Lyon, est un compositeur et musicien français.
Il a notamment composé les bandes son de Time Commando, Shadow of the Comet, Alone in the Dark et Little Big Adventure.

## Biographie
Philippe Vachey, est de formation autodidacte, il adopte une passion pour la musique dès l'adolescence. En tant que guitariste, il fait alors ses premieres experiences de travail de composition en studio et en live. Il se rapproche de la musique informatique et des premiers séquenceurs et samplers, qui lui permettent ensuite, de composer et de produire en solo.
Après un court détour dans le monde de l'informatique,en tant que développeur,  il revient à la création musicale et propose ses premières contributions à Infogrames. Ses débuts sont marqués d'abord par la conception de sound design pour plusieurs jeux et adaptations. Il produit alors, ses premières musiques pour le jeu Advantage Tennis. Par la suite, Didier Chanfray, Frédérick Raynal initient avec une petite équipe, un projet innovant qui deviendra le célèbre Alone in the Dark, et dont Philippe Vachey réalise l'habillage et la musique.
Le jeu et sa bande sonore sont grandement salués par la critique et sont devenus un monument de l'histoire du jeu vidéo.
Philippe Vachey poursuit ensuite une longue collaboration avec le studio Adeline Software et le studio No Cliché, à qui l'on doit une suite de succès, au nombre desquels figure la série Little Big Adventure 1 et 2, et dont les bandes sonores originales, se verront saluées par la critique et le public.
Philippe Vachey produit la bande originale et le sound design de Nikopol avec le studio White Birds Productions, pour l'adaptation d'un jeu tiré de la bande dessinée d’Enki Bilal : La Foire aux Immortels.
En Inde, près de Mumbai, il dirige la création et l'implantation de Supinfogame, une école i-tech destinée aux métiers du jeu vidéo et à la production. Il poursuit en parallèle ses activités de pédagogie liées a l'écoute et au domaine audio digital.
En 2021, Il produit, ré-arrange et orchestre une Suite Symphonique, pour célébrer l'anniversaire de la sortie de Little Big Adventure 1 et 2.

## Compositions

### Jeux vidéo
- 1991 - Advantage Tennis
- 1992 - Alone in the Dark
- 1994 - Call of Cthulhu: Shadow of the Comet
- 1994 - Little Big Adventure
- 1996 - Time Commando
- 1997 - Little Big Adventure 2
- 1999 - Toy Commander (sortie en 2000 au Japon)
- 2008 - Nikopol - La Foire aux immortels
- 2021 - Little Big Adventure Symphonic Suite